# Eriachne basalis
Eriachne basalis är en gräsart som beskrevs av Michael Lazarides. Eriachne basalis ingår i släktet Eriachne och familjen gräs. Inga underarter finns listade i Catalogue of Life.